# Leuctra aegaeica
Leuctra aegaeica är en bäcksländeart som beskrevs av Isabel Pardo och Peter Zwick 1993. Leuctra aegaeica ingår i släktet Leuctra och familjen smalbäcksländor. Inga underarter finns listade i Catalogue of Life.